# Byske
Byske – miejscowość (tätort) w Szwecji, w regionie administracyjnym (län) Västerbotten, w gminie Skellefteå.
Według danych Szwedzkiego Urzędu Statystycznego liczba ludności wyniosła: 1785 (31 grudnia 2015), 1771 (31 grudnia 2018) i 1752 (31 grudnia 2019).